# Länsväg 201
De Zweedse weg 201 (Zweeds: Länsväg 201) is een provinciale weg in de provincie Västra Götalands län in Zweden en is circa 54 kilometer lang.

## Plaatsen langs de weg
- Mariestad
- Ullervad
- Moholm
- Tibro
- Hjo

## Knooppunten
- E20/Riksväg 26 bij Mariestad (begin)
- Länsväg 200 bij Moholm
- Riksväg 49: gezamenlijk tracé, bij Tibro
- Länsväg 194 bij Hjo (einde)